# Битка код Монс Селеукуса
Битка код Монс Селеукуса, позната и као битка на реци Изери, вођена је 353. године између римских снага под царем Констанцијем II са једне и римских снага под узурпатором Магненцијем са друге стране.

## Битка
Магненције се три године раније побунио и убио Констанцијевог брата и савладара Констанса I, завладавши западним делом Царства. У септембру 351. Магненције је поражен у бици код Мурсе, али су Констанција тешки губици, као и уништење његове претходнице код Павије 352. године спречили да у потпуности искористи своју победу, те је годину дана провео консолидујући власт у Италији, док се Магненције попуњавао редове своје војске у Галији. Констанције је офанзиву покренуо у лето 353. године из Медиоланума те прешао Алпе, а Магненције га је покушао зауставити на југоистоку области. Пре или за време битке су Констанцију пребегле германске помоћне трупе под Хнодомиром. Због тога се битка завршила Констанцијевом победом, а Магненције се повукао у Лугдунум. Тамо су се његови војници побунили те га заробили, настојећи да изручењем добију помиловање од Констанција. Магненције их је у затвору предухитрио извршивши самоубиство 10. аугуста. Тиме је Констанције постао једини владар Римског царства. Његова победа је, међутим, извојевана уз неочекивано велике људске жртве, односно губитак најискуснијих припадника римске војске; историчари верују да је то допринело да римске границе у следећим деценијама постану изложене најжешћим варварским нападима од краја кризе 3. века.